# Missoula Independent
Le Missoula Independent est un journal hebdomadaire gratuit de la ville de Missoula, et de sa région (diffusé de Hamilton à Whitefish), dans l'État du Montana aux États-Unis. Il est publié tous les jeudis.

## Historique
Le Missoula Independent est le plus important journal hebdomadaire de l'État du Montana, diffusé par 600 points de distribution à environ 22 000 exemplaires en 2009.